# IC 3556
IC 3556 ist eine linsenförmige Galaxie mit aktivem Galaxienkern vom Hubble-Typ SB0 im Sternbild Coma Berenices am Nordsternhimmel. Sie ist schätzungsweise 330 Millionen Lichtjahre von der Milchstraße entfernt und hat einen Durchmesser von etwa 35.000 Lj.
Im selben Himmelsareal befinden sich u. a. die Galaxien NGC 4558, NGC 4563, IC 3559, IC 3561.
Das Objekt wurde am 23. März 1903 von Max Wolf entdeckt.